# Ульмско-Ольмюцкий марш-манёвр Кутузова
Ульмско-Ольмюцкий марш-манёвр Кутузова — отступление русской Подольской армии генерала от инфантерии М. И. Кутузова из района Браунау (восточнее Ульма, Австрия) в Ольмюц (ныне Оломоуц, Чехия), проведённое с 13 (25) октября по 10 (22) ноября во время русско-австро-французской войны 1805 года.

## Исходная обстановка
После разгрома французами Дунайской австрийской армии под Ульмом создалось тяжёлое положение для шедшей на соединение с ней русской так называемой Подольской армии, 50 тысяч человек, генерала от инфантерии М. И. Кутузова, который к этому времени находился в Браунау — за пять переходов от 200-тысячной армии Наполеона. Кутузов понимал, что Наполеон, расправившись с австрийской армией, попытается разбить и русские войска. Учитывая это, а также значительное превосходство французов в силах и требования австрийского правительства во что бы то ни стало защищать Вену, Кутузов решил отвести свои войска к Ольмюцу, соединиться с корпусом (так называемая Волынская армия) генерала от инфантерии Ф. Ф. Буксгевдена (30 тысяч человек), который тоже направлялся в Австрию, и отступавшими австрийскими войсками, а затем перейти в контрнаступление.

### Начало манёвра
Организованный отход М. И. Кутузова начался, когда русская разведка донесла, что французская армия начала движение к Браунау. Отход осуществлялся вдоль правого берега Дуная, прикрывался с тыла арьергардом генерала П. И. Багратиона, с флангов — австрийскими отрядами генерала М. Кинмайера и генерала И. Ностица.
Чтобы задержать наполеоновские войска, переправы через реку Инн были уничтожены. Для усиления арьергарда Багратиона в полупереходе между ним и главными силами русских войск следовал отдельный отряд генерала М. А. Милорадовича. 29 октября (10 ноября) у населённого пункта Дюренштейн в Австрии произошло сражение между русскими отрядами под командованием генералов М. А. Милорадовича и Д. С. Дохтурова (21 тысяч человек) и французским корпусом под командованием маршала Э. А. Мортье (25 тыс. чел.)
При отходе корпус Кутузова вынужден был отражать многочисленные атаки армии Наполеона: 19 (31) октября на реке Траун у Ламбака, 23—24 октября (4—5 ноября) на реке Энс у Амштеттена, затем у Санкт-Пёльтена, на дальних подступах к Вене, где русский корпус остановился на укреплённой позиции.

### Сражение при Кремсе
Наполеон, расценив действия Кутузова как стремление удержать позицию любой ценой, направил корпус маршала Л. Даву в обход её с юга, а корпус маршала Э. Мортье переправил у Линца на левый берег Дуная с задачей захватить переправы у Кремса. Кутузов, ведя непрерывную разведку, разгадал замысел Наполеона — окружить и уничтожить русские войска у Санкт-Пёльтена. Узнав о переправе корпуса Мортье, русский корпус 28 октября (9 ноября) 1805 года под прикрытием арьергарда снялся с позиции у Санкт-Пёльтена, упредил выход Мортье к Кремсу и 30 октября (11 ноября) 1805 года в Кремсском сражении 1805 года разгромил его корпус.
Быстрая переправа русских войск через Дунай и блестящая победа у Кремса создали благоприятные условия для выполнения стратегического плана Кутузова.
Но австрийцы 1 (13) ноября 1805 года сдали Вену, создав новую угрозу окружения русских войск.

### Марш к Брюну
В этих условиях Кутузов форсированным маршем двинулся по левому берегу Дуная от Кремса к Брюнну, а чтобы задержать двигавшиеся через Вену наперерез русским французского войска, выдвинул на Цнаймскую дорогу отряд Багратиона (6 тысяч человек). Надеясь задержать Кутузова у Брюнна до подхода главных сил французской армии, командовавший её авангардом маршал Иоахим Мюрат предложил Кутузову заключить перемирие. Кутузов использовал переговоры с Мюратом о перемирии, чтобы выиграть время и вывести свой корпус из-под удара. Героические действия отряда Багратиона под Шёнграбеном после прекращения переговоров позволили русским войскам на 2 перехода оторваться от противника. 10 (22) ноября в районе Ольмюца войска Кутузова соединились с корпусом Буксгевдена.

## Результаты
Умело организованный и блестяще осуществлённый 400-км Ульмско-Ольмюцкий марш-манёвр представляет собой один из выдающихся образцов военного искусства XIX века. Во время Ульмско-Ольмюцкого марш-манёвра русские войска продемонстрировали своё высокое боевое мастерство, мужество и выносливость.
В результате этого марш-манёвра Кутузов сохранил свои войска и создал выгодные условия для действий союзников.